# Мартынов, Авксентий Матвеевич
Авксе́нтий Матве́евич Марты́нов (1787 или 1788, с. Мартыново, Ярославская губерния — 1858) — русский поэт, беллетрист и критик.

## Биография
Родился в семье дьячка.
В 1799—1808 годы учился в Ярославской семинарии, в 1814 году окончил Санкт-Петербургскую духовную академию со степенью кандидата. Преподавал словесность во 2-м кадетском корпусе (Петербург). Служил чиновником в Комиссии духовных училищ.
С 1839 — помощник архивариуса в Канцелярии обер-прокурора Св. Синода, позднее — «журналист» (ведущий журналы заседаний), помощник столоначальника.

## Творчество
Публиковал стихи с начала 1820-х годов. Писал басни, переложил стихами «Книгу Иова». Сотрудничал в «Северной Минерве». Сборник «Поэтические произведения в трех книгах» (1837) остался незамеченным критикой.
С 1840 года сотрудничал в «Маяке» (издатель — С. А. Бурачок); в 1842—1845 годы — ведущий критик журнала. В своих статьях полемизировал с «Отечественными записками» и идеологом «натуральной школы» и западничества В. Г. Белинским. А. М. Мартынов противопоставлял «ложным теориям словесности» религиозно-нравственные ориентиры. Был противником романтической школы, в частности, А. С. Пушкина (писал направленные против него сатиры).
После закрытия «Маяка» (1845) в других литературных журналах не печатался.

### Избранные сочинения
- Мартынов А. М. Ода на кончину императора Александра I. — СПб.: тип. Деп. нар. просв., 1826. — 14 с.[7]
- Мартынов А. М. Поэтические произведения : В 3 кн., из коих в 1-й заключаются стихотворения лирич., во 2-й — сатир., в 3-й — повествоват. и др. — СПб.: тип. К. Вингебера, 1837. — 2+8+249 с.[8]
- Мартынов А. М. Следствие модного воспитания: Сказка // Сатира русских поэтов первой половины XIX в.: Антология. — М.: Советская Россия, 1984. — (Школьная б-ка)
- статьи в «Маяке»[5]
  - «О немецком критике Менцеле»
  - «О Пушкине»
  - «О застое в литературе»